# Claus Nielsen
Claus Illemann Nielsen (født 13 januar 1964), kendt som Claus Nielsen, er en dansk tidligere fodboldspiller fra Kalundborg. Han har tilbragt hovedparten af sin karriere i Brøndby IF, men spillede også for den græske klub Panathinaikos , og den hollandske klub FC Twente.

## Klubkarriere

### Brøndby
Som 20-årig skiftede han i sommeren 1984 til Brøndby fra Kalundborg Gymnastikforening og Boldklub, der i en periode blev kaldt "Vestsjællands Talentfabrik". Han spillede herefter for Brøndby fra juli 1984 til juli 1988, i den danske 1.Division (senere omdøbt til Superligaen i 1991). Han spillede i alt 167 kampe i løbet af sine første fire år i klubben, og blev regnet  som en af klubbens mest faste førsteholdspillere. I 1984 var han med til at sikre Brøndbys første titel, da han scorede det afgørende mål i den danske Cup-finale mod AGF. Han scorede adskillige mål for Brøndby i denne første sæson, men da han kun spillede sidste halvdel af turneringen, var det ikke nok til at gøre ham til topscorer dette år (denne titel gik til Jens Kolding med 11 mål). Claus Nielsen blev dog klubbens topscorer i de følgende tre sæsoner med 17 mål i 1985, 16 mål i 1986, og endelig 20 mål i 1987.
I 1985 Claus Nielsen blev hædret med titlen "årets  Brøndby spiller" , og blev også samlet topscorer i den danske liga i 1986 og 1987. De mange mål fra Claus Nielsen hjalp også Brøndby til at vinde det danske mesterskab i 1985 og 1987. Han fortsatte sit gode spil i foråret 1988 og blev solgt til Panathinaikos i sommerpausen.

### Panathinaikos
Han spillede 1988-1989 en enkelt sæson for den græske klub Panathinaikos. Men med kun 6 mål i 20 kampe, var hans ophold i Grækenland kun en begrænset succes.

### FC Twente
Efter sit korte græske eventyr spillede han de næste to sæsoner fra 1989-1991 i FC Twente i den hollandske Eredivisie. Her fik han gang i målscoringen igen og leverede i alt 22 mål i 39 kampe. I sommeren 1990 blev han dog ramt af en knæskade, der efter hans eget udsagn gjorde han aldrig siden nåede op på mere end 80% af sin tidligere styrke.

### Tilbage til Brøndby
I juli 1991 vendte han tilbage til Brøndby. Efter at have spillet 13 kampe i efteråret 1991, blev han igen ramt af en alvorlig knæskade, der holdt ham ude af truppen hele foråret 1992. Han gjorde et forsøg på comeback i efteråret 1992, men knæskaden fortsatte med at plage ham, så han kun opnåede 4 kampe, den sidste i november 1992. Efter en længere genoptræning var han tæt på at vende tilbage til førsteholdet, da knæskaden brød op igen i en træningskamp mod IFK Göteborg i januar 1993. Kort herefter besluttede han sig i marts 1993, som kun 29-årig og efter fem knæoperationer, for at indstille sin fodboldkarriere.

## Landsholdskarriere
Han spillede 14 kampe og scorede 8 mål for Danmarks fodboldslandshold fra oktober 1986 til juni 1991. Hans knæskade satte dog en tidlig stopper for hans landsholdskarriere, hvorfor han ikke kom i betragtning til det danske landshold der i sommeren 1992 vandt EM i fodbold i Sverige.

## Højdepunkter i karrieren

### Klub statistik
Samlet antal mål for Brøndby (1984-1988 og 1991-1992):
| – I den danske liga:        | 68 mål |
| – I den danske Cup:         | 8 mål  |
| – I den danske Liga Cup:    | 3 mål  |
| – I UEFA Intertoto Cup:     | 9 mål  |
| – I UEFA Cup/Europa Cup:    | 3 mål  |
| – Samlet score i 184 kampe: | 91 mål |